# 徐家麟
徐家麟（？—17世紀），字石客，浙江寧波府鄞縣人，明朝、南明政治人物。

## 生平
徐家麟擅長詩文，年輕時得黃端伯賞識。崇禎六年（1633年）中式癸酉科浙江鄉試第十名舉人，崇禎十六年（1643年）登癸未科進士。北京失陷後，逃脫南歸。
魯王朱以海監國時，授戶部主事，歷任員外郎、郎中。清軍陷紹興，他借酒消愁，憔悴而死。有子徐勍。

## 引用
1. 1 2  錢海岳《南明史·卷八十一·列傳第五十七》：同（王夢錫）時（魯王）戶部司官：……徐家麟，字石容，鄞縣人。崇禎十六年進士。陷北間歸，授戶部主事，歷員外郎，郎中。紹興亡，詩酒窮愁死。
2. ↑  《崇禎十六年癸未科進士三代履歷》
3. ↑  光緒《鄞縣志·卷二十二·選舉表三》：（崇禎）六年癸酉（舉人）……徐家麟
4. ↑  光緒《鄞縣志·卷三十九·人物傳十四》：同（徐殿臣）時徐家麟，字石客，善詩古文 聞志 ，少為黃端伯所賞，崇禎十六年成進士。魯王時授戶部主事，鼎革後蕉萃窮愁，沉湎於酒以卒 《續稽舊傳》 。家麟子勍別有傳。